# The Meddler
The Meddler (Brasil: A Intrometida ) é um filme estadunidense de comédia dramática de 2015 escrito e dirigido por Lorene Scafaria. O filme é estrelado por Susan Sarandon, Rose Byrne e J. K. Simmons. A fotografia principal começou em 30 de março de 2015 em Los Angeles. Foi exibido na seção Apresentações Especiais do Festival Internacional de Cinema de Toronto de 2015. O filme foi lançado em 22 de abril de 2016 pela Sony Pictures Classics e Stage 6 Films.

## Sinopse
Uma viúva idosa, Marnie (Susan Sarandon) está solitária e com o coração partido. Quando sua filha, Lori (Rose Byrne), se muda para Los Angeles, ela segue com a esperança de reiniciar sua vida. Ela começa a interferir na vida de Lori, mas logo ela conhece outras pessoas que precisam mais de sua ajuda, e ela começa a ajudá-las.
No decorrer do filme ela aprende a desenvolver fortes conexões com seus novos amigos, a se tornar menos carente de Lori (que, por sua vez, finalmente começa a apreciá-la) e a iniciar um novo relacionamento.

## Elenco
- Susan Sarandon como Marnie Minervini
- Rose Byrne como Lori Minervini
- J. K. Simmons como Randall Zipper
- Jerrod Carmichael como Freddy
- Cecily Strong como Jillian
- Lucy Punch como Emily
- Michael McKean como Mark
- Jason Ritter como Jacob
- Sarah Baker como Elaine
- Casey Wilson como Trish
- Amy Landecker como Diane
- Billy Magnussen como Ben
- Megalyn Echikunwoke como Elise
- Rebecca Drysdale como Dani
- Randall Park como oficial Lee
- Harry Hamlin como pai na TV
- Laura San Giacomo como mãe na TV
- Shiri Appleby como filha na TV

## Produção
As filmagens principais do filme começaram em 30 de março de 2015, em Los Angeles.
A diretora do filme, Lorene Scafaria, chegou a escrever uma carta à cantora Beyoncé para poder usar na produção a canção “I Was Here”, já que a sua mãe realmente ouvia direto a canção e queria até pôr um trecho dela na lápide do marido e pai da diretora.

## Lançamento
Em 25 de agosto de 2015, a Sony Pictures Classics adquiriu os direitos norte-americanos do filme. O filme teve sua estreia mundial no Festival Internacional de Cinema de Toronto de 2015 em 14 de setembro de 2015 e também foi exibido no Festival de Cinema de Tribeca de 2016. O filme foi lançado em 22 de abril de 2016 e arrecadou US$4.25 milhões na bilheteria nacional em agosto de 2016. 

## Recepção
The Meddler recebeu críticas positivas dos críticos de cinema. O filme tem 85% de aprovação no site Rotten Tomatoes , com base em 143 avaliações, com média de 6,96/10. O consenso crítico do site diz: "The Meddler transcende seu título bonitinho e premissa familiar com um olhar sincero sobre a dinâmica familiar que é homenageado por um desempenho maravilhoso de Susan Sarandon." No Metacritic, o filme tem uma classificação de 68 de 100, com base em 32 críticos, indicando "críticas geralmente favoráveis".
Peter Debruge da Variety deu uma crítica positiva ao filme, afirmando que "o longa-metragem da escritora e diretora Lorene Scafaria retorna ao que funciona para ela, conforme ela se vale de sua experiência pessoal para entregar uma comédia dramática que o público certamente apreciará. O melhor desempenho da Sony Classics em 2016, The Meddler serve como um adorável dia dos namorados não apenas para a mãe de Scafaria, Gail, mas para mães em todos os lugares - incluindo a luminosa Susan Sarandon em um papel que parece vir naturalmente." Kevin Jaugernauth da Indiewire.com deu ao filme uma nota B: "Mas é o filme como ele se apresenta que deve ser avaliado, e “The Meddler” é sério e honesto, talvez muito parecido com Marnie. A personagem está ansiosa para ajudar e se envolver, e o filme leva muito desse mesmo espírito: ele tentará agradá-lo com uma coisa, mas se não funcionar, há outra maneira de fazer você sorrir ao virar da esquina. E, assim como Marnie, é difícil resistir."
Richard Lawson, da Vanity Fair, considerou-o o melhor filme de 2016.